# Tweede Kamerverkiezingen in het kiesdistrict Gorinchem (1888-1918)

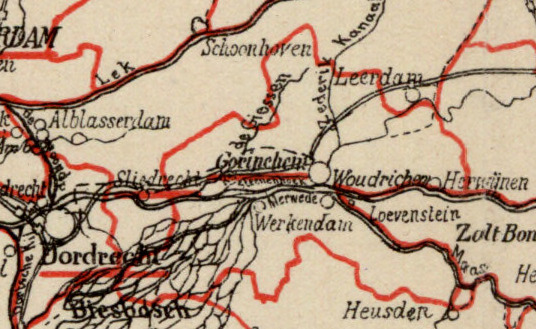
Kiesdistrict Gorinchem (1888)

Tweede Kamerverkiezingen in het kiesdistrict Gorinchem (1888-1918) geeft een overzicht van verkiezingen voor de Nederlandse Tweede Kamer in het kiesdistrict Gorinchem in de periode 1888-1918.
Het kiesdistrict Gorinchem was al ingesteld in 1848. De indeling van het kiesdistrict werd gewijzigd na de grondwetsherziening van 1887; tevens werd het kiesdistrict toen omgezet in een enkelvoudig district. Tot het kiesdistrict behoorden vanaf dat moment de volgende gemeenten: Andel, 
Arkel, Asperen, De Werken en Sleeuwijk, Giessen, Giessen-Nieuwkerk, Giessendam, Gorinchem, Hardinxveld,  Herwijnen, Heukelom, Hoogblokland, Hoornaar, Kedichem, Molenaarsgraaf, Nederhemert, Nieuwland, Noordeloos, Rijswijk, Schelluinen, Veen, Vuren, Werkendam, Wijk en Aalburg en Woudrichem.
Het kiesdistrict Gorinchem vaardigde in dit tijdvak per zittingsperiode één lid af naar de Tweede Kamer. 
Legenda
- cursief: in de eerste verkiezingsronde geëindigd op de eerste of tweede plaats, en geplaatst voor de tweede ronde;
- vet: gekozen als lid van de Tweede Kamer.

## 6 maart 1888
De verkiezingen werden gehouden na vervroegde ontbinding van de Tweede Kamer.
|                                     | 6 maart |
| ----------------------------------- | ------- |
| Kiesgerechtigden                    | 3.441   |
| Opkomst                             | 3.118   |
| Geldige stemmen                     | 3.103   |
| Blanco stemmen                      | 12      |
| Kandidaten                          |         |
| H. Seret                            | 1.674   |
| J.J. van Tienhoven van den Boogaard | 1.423   |

## 9 juni 1891
De verkiezingen werden gehouden na ontbinding van de Tweede Kamer.
|                  | 9 juni |
| ---------------- | ------ |
| Kiesgerechtigden | 3.391  |
| Opkomst          | 2.984  |
| Geldige stemmen  | 2.953  |
| Blanco stemmen   | 23     |
| Kandidaten       |        |
| H. Seret         | 1.652  |
| W.F. Tak         | 1.281  |

## 10 april 1894
De verkiezingen werden gehouden na vervroegde ontbinding van de Tweede Kamer.
|                  | 10 april |
| ---------------- | -------- |
| Kiesgerechtigden | 3.396    |
| Opkomst          | 2.422    |
| Geldige stemmen  | 2.395    |
| Blanco stemmen   | 26       |
| Kandidaten       |          |
| H. Seret         | 1.266    |
| J.F.W. Conrad    | 1.113    |

## 15 juni 1897
De verkiezingen werden gehouden na ontbinding van de Tweede Kamer.
|                   | 15 juni |
| ----------------- | ------- |
| Kiesgerechtigden  | 6.271   |
| Opkomst           | 4.831   |
| Geldige stemmen   | 4.739   |
| Blanco stemmen    | 92      |
| Kandidaten        |         |
| H. Seret          | 2.511   |
| N.G. Pierson      | 1.598   |
| G. van Herwaarden | 241     |

## 14 juni 1901
De verkiezingen werden gehouden na ontbinding van de Tweede Kamer.
|                                   | 14 juni |
| --------------------------------- | ------- |
| Kiesgerechtigden                  | 5.910   |
| Opkomst                           | 4.039   |
| Geldige stemmen                   | 3.874   |
| Blanco stemmen                    | 165     |
| Kandidaten                        |         |
| H. Seret                          | 2.432   |
| D. de Klerk                       | 1.210   |
| W.H.E. van der Borch van Verwolde | 232     |

## 16 juni 1905
De verkiezingen werden gehouden na ontbinding van de Tweede Kamer.
|                  | 16 juni |
| ---------------- | ------- |
| Kiesgerechtigden | 7.594   |
| Opkomst          | 7.006   |
| Geldige stemmen  | 6.907   |
| Blanco stemmen   | 99      |
| Kandidaten       |         |
| N.G. Pierson     | 3.506   |
| L. van Andel     | 3.401   |

## 11 juni 1909
De verkiezingen werden gehouden na ontbinding van de Tweede Kamer.
|                  | 11 juni |
| ---------------- | ------- |
| Kiesgerechtigden | 8.298   |
| Opkomst          | 7.404   |
| Geldige stemmen  | 7.307   |
| Blanco stemmen   | 97      |
| Kandidaten       |         |
| H. Pollema       | 3.806   |
| T.H. de Meester  | 3.319   |
| J.A. Bergmeyer   | 182     |

## 17 juni 1913
De verkiezingen werden gehouden na ontbinding van de Tweede Kamer.
|                            | 17 juni | 25 juni |
| -------------------------- | ------- | ------- |
| Kiesgerechtigden           | 8.944   | 8.944   |
| Opkomst                    | 8.011   | 8.300   |
| Geldige stemmen            | 7.901   | 8.248   |
| Blanco stemmen             | 110     | 52      |
| Kandidaten                 |         |         |
| A.C. Visser van IJzendoorn | 3.943   | 4.262   |
| P.E. Briët                 | 3.683   | 3.987   |
| J.A. Bergmeyer             | 275     |         |

## 15 juni 1917
De verkiezingen werden gehouden na ontbinding van de Tweede Kamer.
|                            | 15 juni |
| -------------------------- | ------- |
| Kiesgerechtigden           | 9.340   |
| Kandidaten                 |         |
| A.C. Visser van IJzendoorn |         |

De zeven in de vorige Tweede Kamer vertegenwoordigde partijen hadden afgesproken in elkaars kiesdistricten geen tegenkandidaten te stellen. Visser van IJzendoorn was derhalve de enige kandidaat; hij werd zonder nadere stemming gekozen verklaard.

## Opheffing
De verkiezing van 1917 was de laatste verkiezing voor het kiesdistrict Gorinchem. In 1918 werd voor verkiezingen voor de Tweede Kamer overgegaan op een systeem van evenredige vertegenwoordiging met kandidatenlijsten van politieke partijen.